# Gustav Kalixt von Biron
Pour les articles homonymes, voir Biron.
Gustav Kalixt, prince von Biron, duc de Courlande (né le 29 janvier 1780 à Bomst et mort le 20 juin 1821 à Ems) est un lieutenant général prussien.

## Biographie

### Origine
Gustav est le fils de Karl Ernst von Biron (de) (né le 15 février 1724 à Mitau et mort le 13 janvier 1800 à Königsberg), Starost von Bomst, et sa femme Apollonie, née comtesse von Poninska (née le 4 février 1760 à Wreschen et morte le 24 juillet 1800 à Saint-Pétersbourg). Son oncle est Pierre von Biron, dernier duc de Courlande et de Zemgale.

### Carrière militaire
Initialement nommé duc de Courlande par l'impératrice Catherine, après l'unification de la Courlande avec la Russie, Biron est nommé lieutenant dans la garde russe et chambellan.
Lors de la guerre de la Quatrième Coalition, Biron soutient les troupes prussiennes en Silésie au printemps 1807 en dotant la garnison de la forteresse de Cosel de manteaux et de chaussures et en aidant le comte Götzen à mettre en place de nouvelles unités. En guise de remerciement, Frédéric-Guillaume III lui décerne le 19 avril 1807 l'ordre de l'Aigle rouge.
Le 15 mai 1807, Biron est engagé comme colonel dans le service prussien. Le roi le nomme le 12 décembre 1809 chef du régiment d'uhlans silésien. Avant le début de la campagne de 1813/14, Biron séjourne au quartier général du général von Kleist. Fin mai 1813, il reçoit l'ordre de rejoindre le corps Schuler. Biron y travaille comme chef de corps libre, effectue plusieurs raids à l'arrière de l'armée française et reçoit les deux classes de la croix de fer. Dans la suite de la campagne, Biron fait ses preuves dans les batailles de Weißenfels, Mersebourg et Freyburg. Au sein du 2e corps d'armée, il participe à la conquête des forteresses françaises en février et mars 1814 et reçoit l'ordre Pour le Mérite avec feuilles de chêne le 9 mai 1814 en reconnaissance de ses performances. Pendant la campagne d'été de 1815, Biron sert comme commandant de brigade dans le 5e corps d'armée sous les ordres de Yorck. En octobre 1815, pour des raisons de santé, Biron ne peut occuper le poste de chef de la Landwehr dans le département de Posen. Il reçoit un congé prolongé et est finalement nommé gouverneur de Glatz le 4 décembre 1816. Ce poste n'a cependant qu'un caractère symbolique, le roi lui laissant le choix de son lieu de résidence. Biron passe donc le plus clair de son temps à se refaire une santé. Le 30 mars 1817, il est encore promu lieutenant-général.

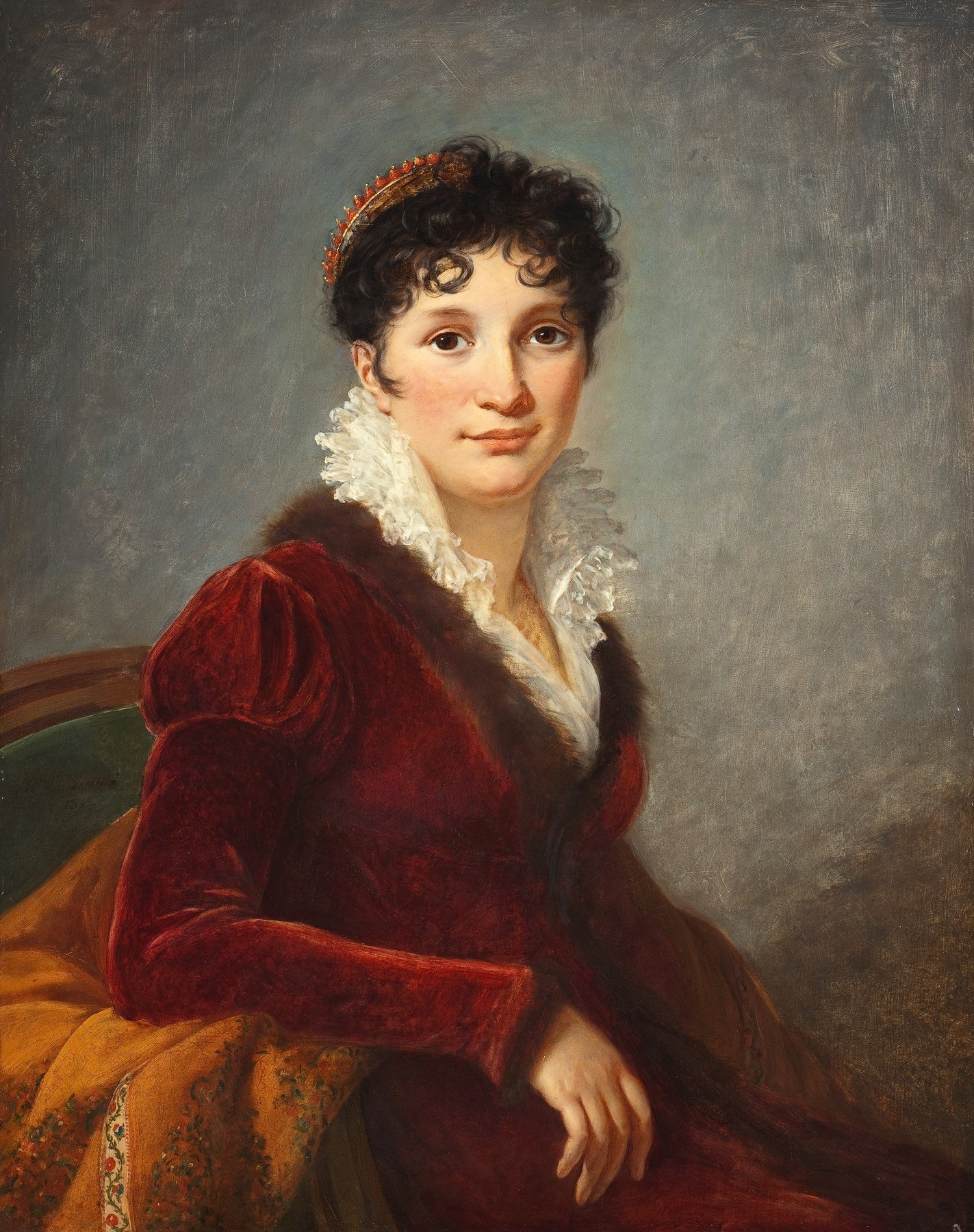
Fanny princesse Biron de Courlande

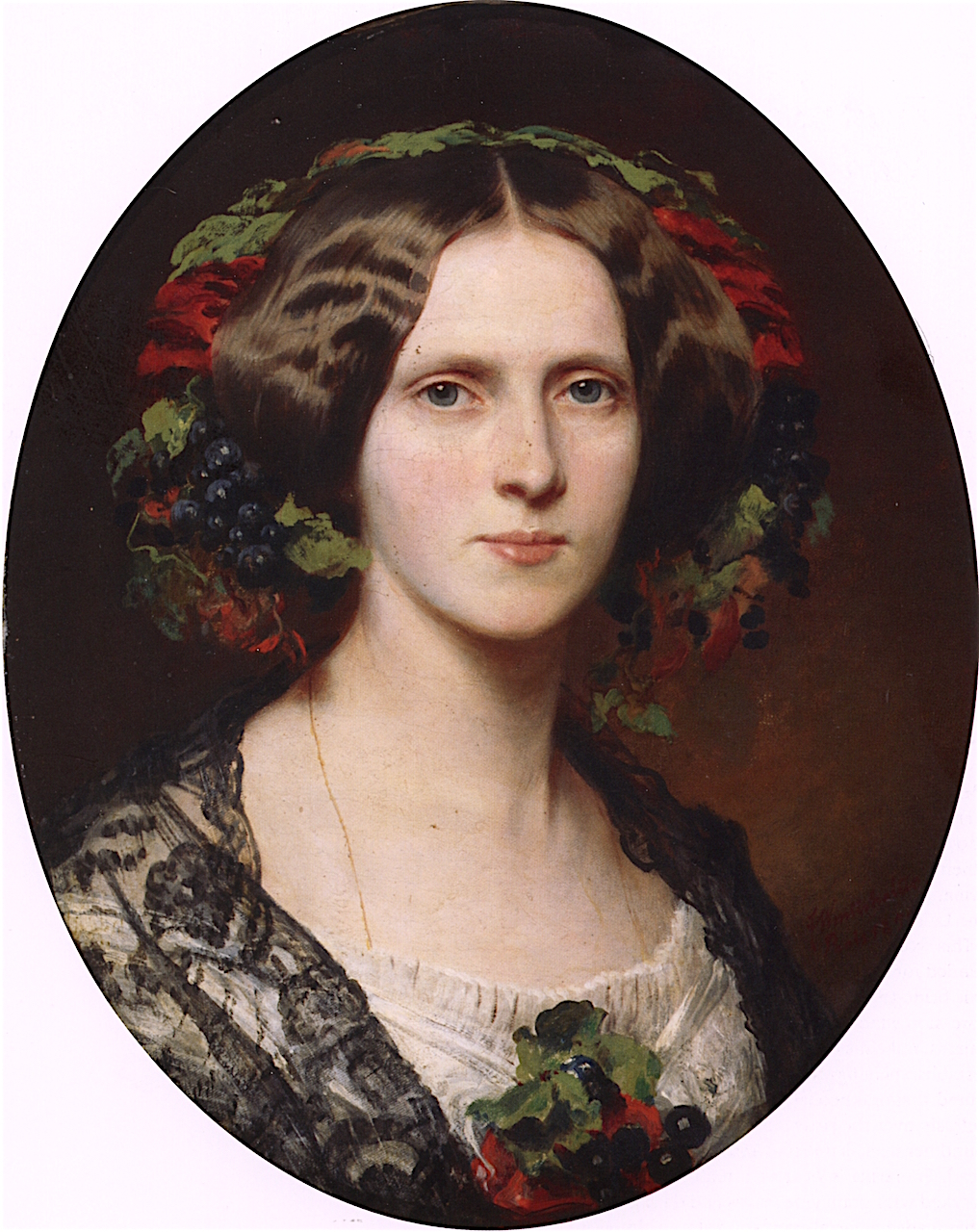
Fanny von Boyen, née princesse Biron de Courlande

En 1802, il hérite de la domination silésienne de Polnisch Wartenberg et reçoit une pension annuelle de 18 000 ducats du tsar Alexandre Ier en raison de ses éventuelles revendications sur la Courlande, après quoi il opte pour le titre de prince Biron-Wartenberg.
C'est à lui que l'on doit le nom quelque peu curieux de la famille du prince Biron von Curland.

### Famille
Biron se marie avec Antoinette Charlotte Luise Franziska Fanny, comtesse de Maltzan (1790-1849). Elle est la fille de Joachim Alexander comte von Maltzan-Wartenberg et de son épouse Antoinette Wilhelmine, née comtesse von Hoym-Dyhrn et petite-fille du ministre d'État silésien Karl Georg von Hoym. Après la mort de Biron, sa femme se marie le 28 juillet 1833 avec le Generalleutnant prussien Gustav Adolf von Strantz (de) (1784-1865). 
Le couple a les enfants suivants :
- Luise (de) (1808–1845) mariée le 30 mai 1829 avec Peter Alfred von Hohenthal (de) (mort en 1860), chambellan saxon, fils de Peter Carl von Hohenthal (de)
- Laura Franziska Johanna Antonia (1810–1811)
- Karl Friedrich Wilhelm (1811–1848), capitaine de cavalerie prussien et chevalier de l'Ordre de Saint-Jean, marié le 26 février 1833 Agnès comtesse de Lippe-Biesterfeld (1810–1884), fille de Guillaume-Ernest de Lippe-Biesterfeld (de)
- Antoinette (1813–1882) mariée le 29 octobre 1834 Lasar Jakimovic von Lasarev (mort en 1871), général de division russe
- Fanny Julie Johanna Thérèse (1815-1888) mariée le 25 juin 1850 avec Leopold Hermann von Boyen, général d'infanterie prussien
- Calixt (de) (1817–1882), seigneur de Groß-Wartenberg marié le 6 août 1845 Elena princesse Meshcherskaya (1820–1905)
- Peter Gustav Hermann (né en 1818)